# Birkenhead
Birkenhead – miasto portowe w Wielkiej Brytanii (Anglia), u ujścia rzeki Mersey do Morza Irlandzkiego.
Miasto jest połączone dwoma tunelami wybudowanymi w 1934 roku z leżącym naprzeciw Liverpoolem. W Birkenhead rozwinął się przemysł stoczniowy, spożywczy, maszynowy, elektrotechniczny, metalowy oraz odzieżowy.
Pierwsi mieszkańcy osiedlali się w XII wieku wokół opactwa benedyktynów. W roku 1829 w porcie zwodowano pierwszy, całkowicie metalowy brytyjski statek.

## Zabytki
- ruiny opactwa benedyktańskiego z XII wieku.

## Miasta partnerskie
- Gennevilliers, Lorient, Francja
- Latina, Włochy